# 瓦语
瓦语是一对在中国云南省墨江哈尼族自治县使用的昂库语组语言。尽管瓦语的自称是vaʔ51，但它不同于佤语也不属于佤语支。
- 北瓦语 (约2,000名使用者): 于墨江县太和村、景星乡。由所有年龄段的人使用。
- 南瓦语 (约1,000名使用者): 于墨江县正龙村、景星乡。南瓦语更加濒危且不被孩子使用，但语音上更加保守。

## 分布
北瓦语在墨江县太和村、景星乡大约8个村庄使用。
- 挖墨[3]
- 新寨 (上和下)
- 旧寨
- 大寨 (上和下)
- 小寨 (上和下)

南瓦语在墨江县正龙村、景星乡的下列村使用。
- 平田[4]
- 蚌老[5] (文化和语言保存最多)
- 乜那[6]
- 丙故[7]
- 阴沟
- 丫口[8] (文化和语言保存最少)

## 更多
- Hall, Elizabeth. 2010. A Phonology of Muak Sa-aak （页面存档备份，存于）. M.A. thesis. Chiang Mai, Thailand: Payap University.